# Live & More Encore!
Live & More Encore! es el segundo y último álbum en vivo de la cantante estadounidense Donna Summer. El álbum contó con 2 sencillos. La primera de ellas dio a Donna un nuevo éxito: "I Will Go With You", una versión bailable de la balada de corte operístico "Con te partirò", dada a conocer por Andrea Bocelli y Sarah Brightman.
La segunda canción, ya entre el estilo música disco y el house, fue "Love Is the Healer". El álbum relanzó a Donna Summer a las listas de ventas. El álbum fue lanzado el 28 de febrero de 1999.

## Listado de Canciones
1. "MacArthur Park" - 6:38
2. "This Time I Know It's for Real" - 3:12
3. "I Feel Love" - 3:50
4. "On the Radio" - 4:29
5. "No More Tears (Enough Is Enough)" - 4:21
6. "Dim All the Lights"  - 6:03
7."She Works hard for the Money" - 4:31
8."Bad Girls"  - 3:06
9."Hot Stuff" - 4:19
10."My Life"  - 5:58
11."Last Dance" - 7:08
12."Love Is the Healer" - 3:23
13."I Will Go With You (Con te partirò)" - 4:10

## Singles
- 1999:
  -  United Kingdom - I Will Go With You - Posición 44
  -  Billboard Hot 100 - I Will Go With You - Posición 77
  -  Promusicae - I Will Go With You - Posición 2

### Certificaciones
| País   | Asociación | Certificación | Fecha |
| ------ | ---------- | ------------- | ----- |
| España | Promusicae | Platino       | 1999  |